# Aeolidiella alderi
Aeolidiella alderi, de nom vulgar eolidaci d'Alder, és una espècie de nudibranqui eolidioïdeu de la familia eolidiídis, descrita per primer cop el 1852 per W. P. Cocks. El seu nom honora el record del zoòleg Joshua Alder.

## Descripció
L'eolidaci d'Alder és un petit mol·lusc de cos aplanat i ample, però no tant com altres representants de la família, el qual pot arribar a assolir una longitud de 37 mm. El parell de tentacles orals del cap és més llarg que els rinòfors que són curts i llisos. La superfície dorsal del cos té fins a 16 files obliqües de cerata a cada costat, unes excrescències de la paret del cos que augmenten la superfície disponible per a la respiració. Els grups de cerata contenen extensions de l'intestí, de manera que varien de color segons la dieta de l'animal. La primera fila de cerata té extensions reduïdes de glàndules digestives i són blanques, formant un collaret. Les files de cerata estan proveïdes de cnidosacs que contenen cèl·lules urticants, derivades de les anemones de mar que l'animal menja i que passen sense metabolitzar pel seu cos. En el seu cos, també s'hi troben zooxantel·les simbiòtiques, adquirides igualment amb l'alimentació. Sovint tenen copèpodes paràsits.

## Distribució i ecologia
És un invertebrat característic del Mediterrani i present a tota la costa catalana; també s'ha registrat a l'oceà Atlàntic nord, enfront d'Irlanda, i al mar del Nord. És una espècie d'aigües poc profundes i es troba a la zona intermareal i infralitoral superior, a sota dels còdols. És un animal depredador i s'alimenta d'una dotzena d'espècies d'anemones de mar.